# Cimeries

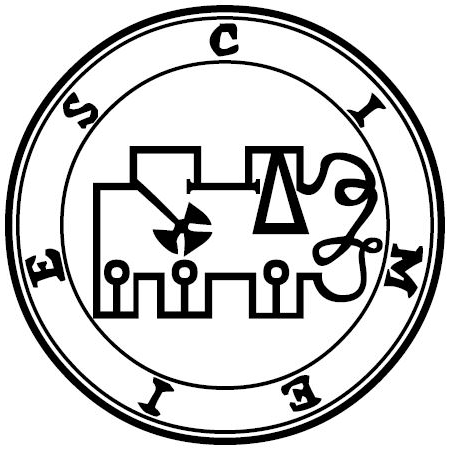
Le sceau de Cimeries selon Mathers.

Cimeries, Cimejes, Kimaris ou Cimeies est un démon issu des croyances de la goétie, science occulte de l'invocation d'entités démoniaques. 
Le Lemegeton le mentionne en 66e position de sa liste de démons. Cet ouvrage lui donne le titre de marquis des ténèbres. Il est souvent représenté comme un beau, vaillant et puissant chevalier juché sur un grand cheval noir. Il dirige les personnes bornées, les esprits infernaux d'Afrique et les songes. On l'invoque pour retrouver les choses cachées et les trésors. Il est commandant de 20 légions infernales.
La Pseudomonarchia Daemonum le mentionne en 60e position de sa liste de démons et lui attribue des caractéristiques similaires.